# Stensborg

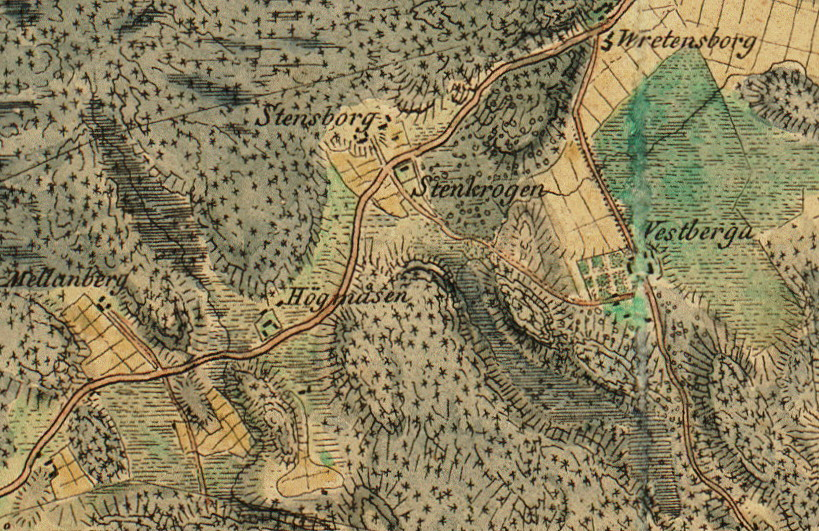
Stensborg, Stenkrogen, Mellanberg, Hökmossen, Västberga och Vretensborg 1817. Diagonalt över kartbilden sträcker sig Södertäljevägen.

Stensborg var ett 1700-talstorp i dagens stadsdel Västberga, södra Stockholm och hörde till Västberga gård. Stensborg låg i Brännkyrka socken, strax norr om Södertäljevägen, cirka en kilometer nordväst om Västberga gård. 
Ungefär vid samma plats, dock söder om Södertäljevägen, låg 1600-talstorpet Stenkrogen, som även den lydde under Västberga. Torpet Stenkrogen bestod på 1770-talet av "tvänne små täppor som krögaren nyttjade".
Stenkrogen försvann redan under 1800-talet medan Stensborg revs i början på 1940-talet i samband med stadsplaneringen för området. Idag ligger Västberga idrottsplats och Västbergaskolan där torpet en gång fanns. 

## Historik

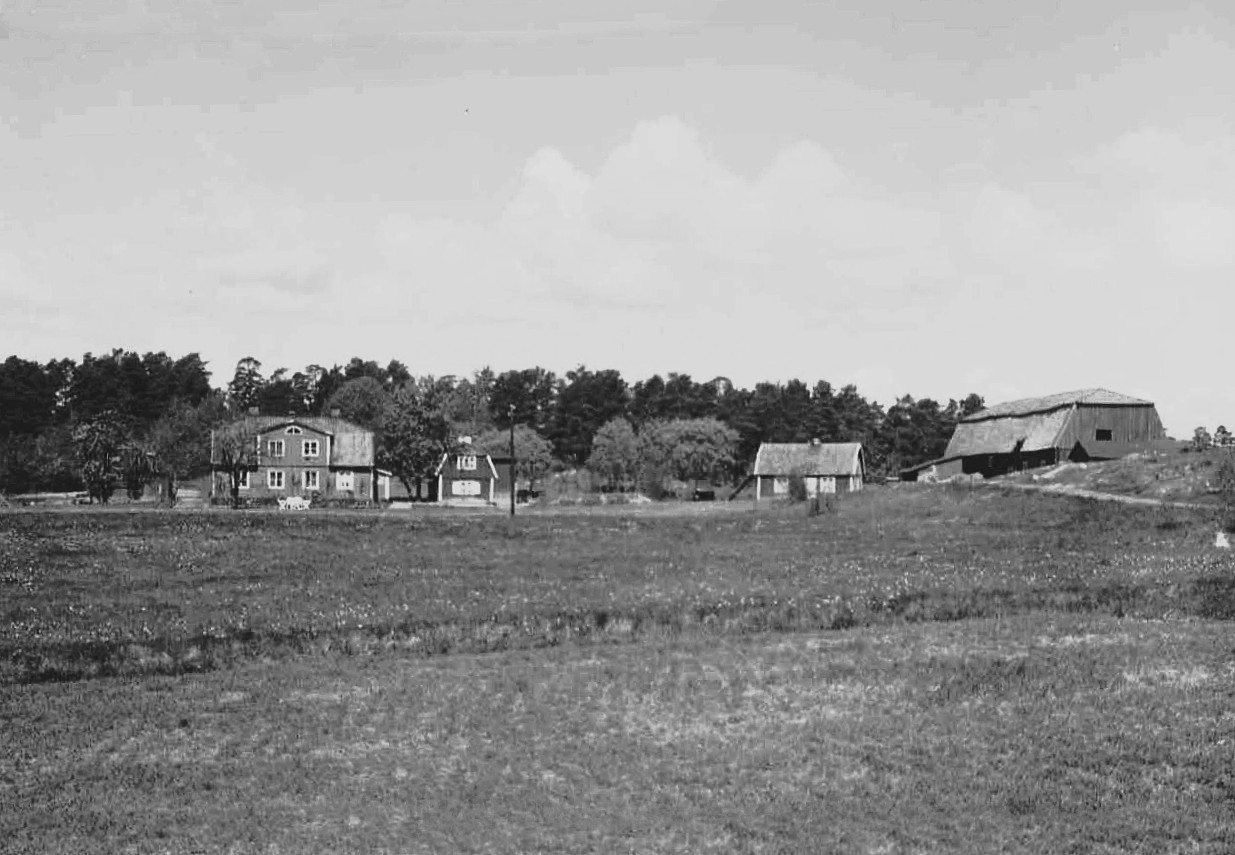
Stensborg från Södertäljevägen, 1926.

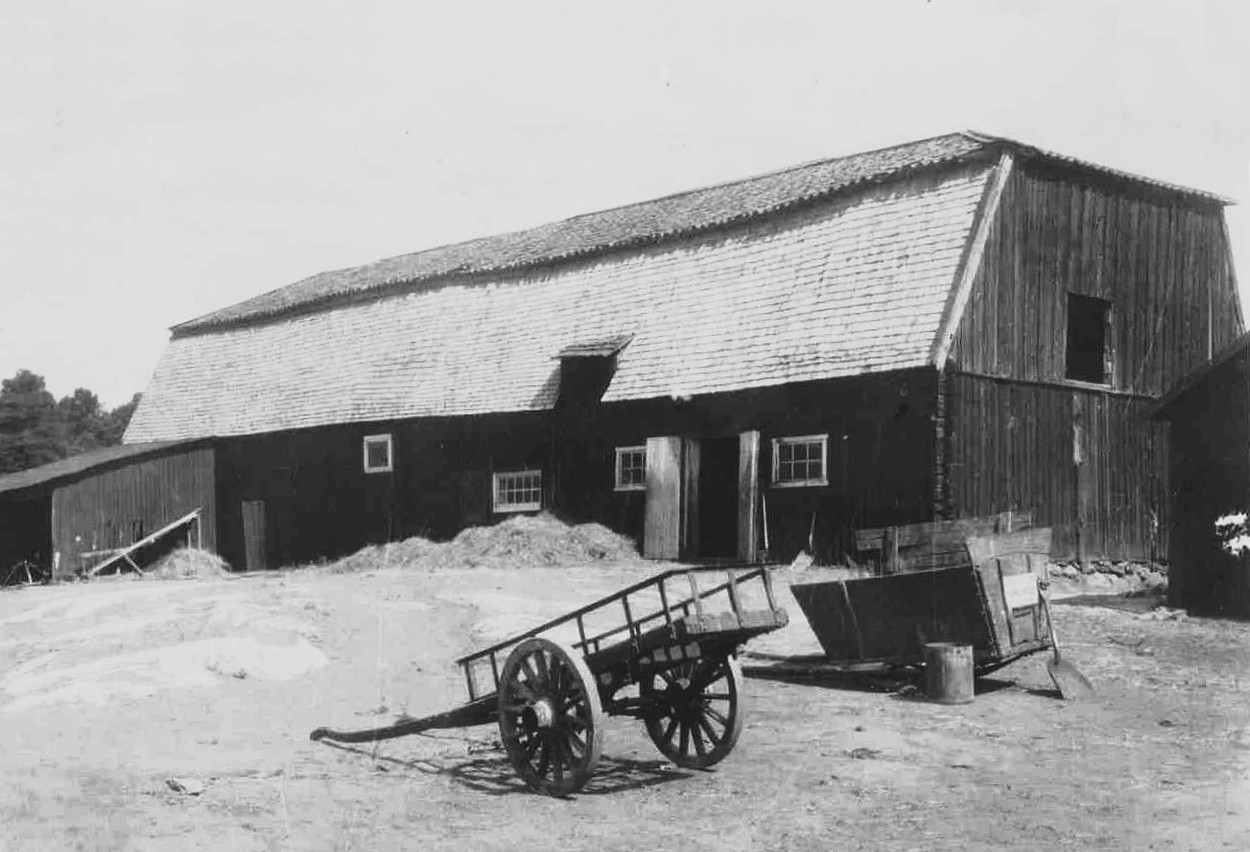
Stensborgs stall, ladugård och loge.

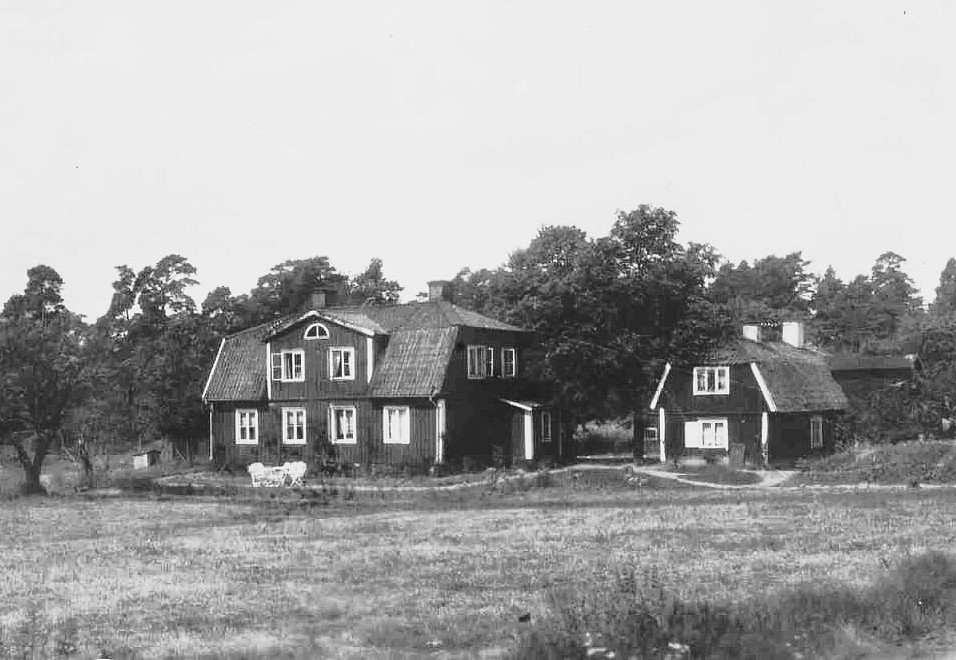
Huvudbyggnad och östra flygeln.

Stensborgs gårdsanläggning inventerades i slutet av 1920-talet av museimannen Gösta Selling. Då bestod Stensborg av en manbyggnad med två fristående flyglar, ett boningshus för statare och flera ekonomibyggnader som loge, stall, garage och vagnslider. 
Manbyggnaden var ett knuttimrat, rödfärgat trähus i en våning från slutet av 1700-talet. Taket var brutet och valmat och vinden var utbyggd. Kring entréporten fanns en sengustaviansk utsmyckning. Vid inventeringen 1928 var interiören moderniserad men rester av ursprungsinredningen fanns kvar. De båda flygelbyggnader var av samma enkla stil och troligen från samma tid som huvudbyggnaden. Den östra flygeln innehöll en bostad medan den västra nyttjades som bod och garage. Bebyggelsen dominerades av en stor träbyggnad med brutet tak som inrymde stall, ladugård och loge. I sin inventering menade Selling att "anläggningen är betydande för miljön".

## Gårdens vidare öden
Området förvärvades av Stockholms stad 1935 och stadsplanerades 1937-38. Stadsplanen, som vann laga kraft i oktober 1938, omfattade hela området norr om Södertäljevägen och ända upp till dagens Telefonplan. Den närbelägna Hökmossens gård (även den en utgård till Västberga gård)  bevarades dock och området blev kulturreservat. Resten bebyggdes med småhus och smalhus. De senare ritade av bland andra Edvin Engström, Ernst Hawerman och Nils G:son Friberg.